# WWE 2K14
WWE 2K14 est un jeu vidéo de catch professionnel développée chez Yuke's, et édité par 2K Games. Prévu pour automne 2013, il s'agit de la suite de WWE '13 et du premier jeu vidéo de catch de la nouvelle série WWE 2K.

## Système de jeu
Le 18 août 2013, le système de jeu, bien qu'amélioré, s'est révélé être similaire à celui du précédent opus WWE '13. Le système de navigation permet une meilleure fluidité des mouvements et des prises. Le mode solo se concentre sur le plus grand événement de l'histoire de la WWE, le WrestleMania ; les plus grands matchs jamais produits ces trente dernières années ont été recréés accompagnés d'une impressionnante liste d'anciennes superstars. Ce mode, créé pour célébrer les trente ans d'existence de WrestleMania,.

## Développement

### Annonce

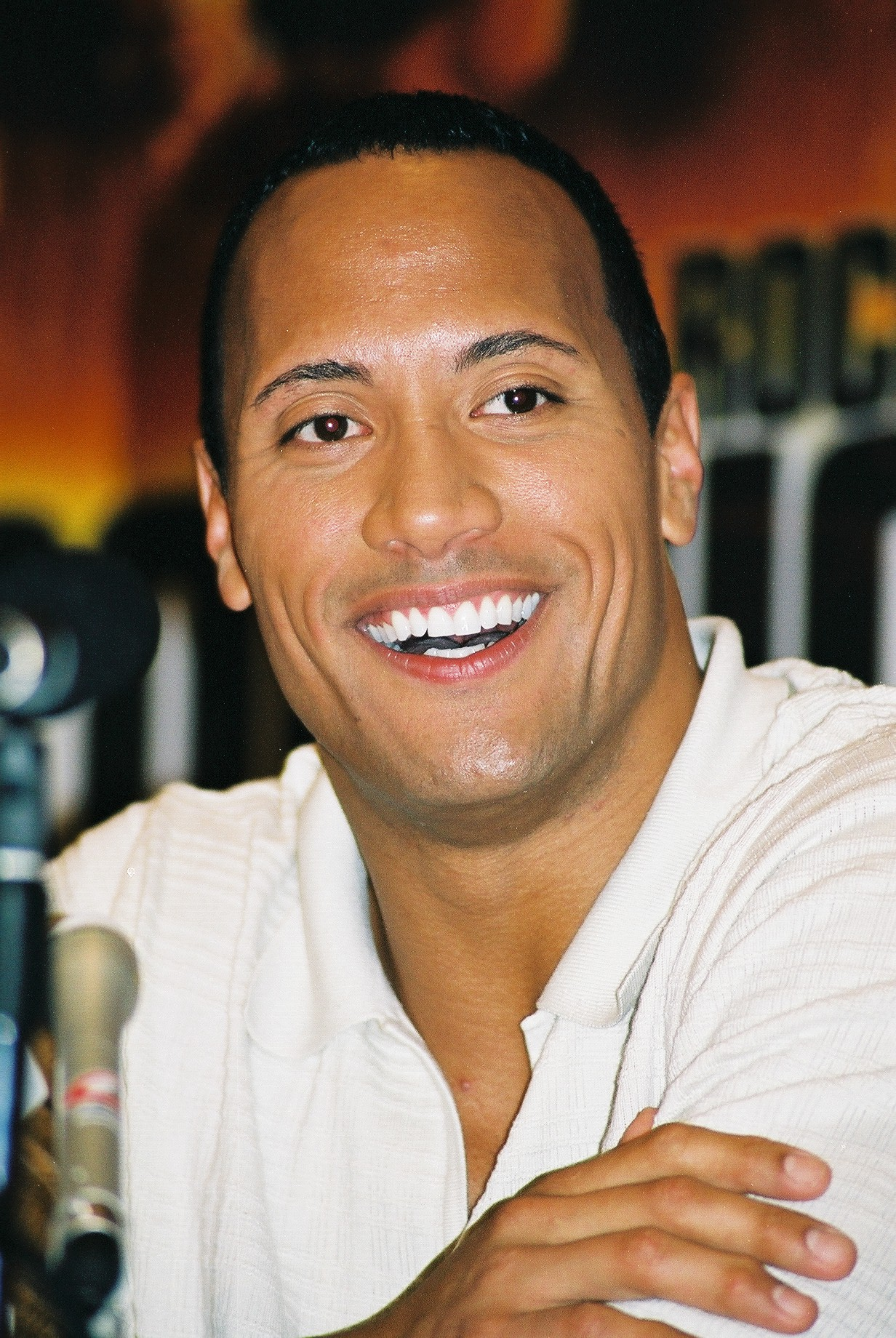
Dwayne The Rock Johnson, annoncé le 6 avril 2013 pour apparaître sur la couverture du jeu.

12, la société THQ annonce à sa communauté le rachat de ses projets de développement, licences et de ses studios internes par 2K Games,. Le président de la société, Jason Rubin, parle d'ailleurs d'une faillite. Le responsable communication de la World Wrestling Entertainment (WWE), Casey Collins, explique « Nous regardions chez beaucoup de leaders de l'industrie et avons parlé à tous les gros bonnets, et pour nous, qui avons été chez THQ pendant tant d'années, il a finalement été bon de sortir de cet accord pour rencontrer d'autres compagnies et voir quelles étaient leurs idées par rapport à l'avancement de l'industrie du jeu vidéo [...] Avec l'expérience de Yuke's et les gars de Visual Concepts avec nous, nous pensons que cela fera un duo très dynamique. » Le jeu est initialement intitulé WWE '14, mais change par la suite de titre en WWE 2K14 après le rachat THQ par Take Two Interactive.
La série des jeux vidéo WWE est publiée par THQ depuis 1999 à commencer par le jeu intitulé WWF WrestleMania 2000 commercialisé sur consoles Nintendo 64 et Game Boy Color. WWE 2K14 est désormais le premier jeu WWE à être distribué par 2K Sports,. Après des mois de spéculation, rumeurs et négociations, Take-Two Interactive acquiert officiellement les droits de la WWE pour les cinq prochaines années et distribuera son nouvel opus sous la série des 2K Sports,,. Le 20 février 2013, 2K et la WWE annoncent le développement du jeu par la société Yuke's (localisée au Japon) sur consoles de salon, dont la PlayStation 3 et la Xbox 360,,, ; des spéculations prévoient éventuellement la sortie du jeu sur les nouvelles consoles de huitième génération soit la PlayStation 4 et la future Xbox, selon le site Forbes,. Le 23 août 2013, le système de classification Entertainment Software Rating Board révèle sa classification « Teen » pour les versions Playstation 3 et Xbox 360 pour langage grossier, sang, contenus à caractère sexuel, utilisation d'alcool et violence.

### Promotion
Le 6 avril 2013, Stephanie McMahon, fille du vice-président exécutif de la WWE Vince McMahon, annonce l'apparition de Dwayne « The Rock » Johnson sur la future couverture du jeu et de 18 Divas jouables, qui pourront également participer au Royal Rumble,, ; ce dernier participera donc à la promotion du jeu. Cependant, il semblerait que cette nouvelle aurait dû être dévoilé par Johnson lui-même lors du WWE Raw[réf. nécessaire]. The Rock était auparavant déjà paru sur les couvertures des jeux vidéo THQ, ainsi que dans l'édition collector de WWE '12, et des premiers jeux de la série Smackdown,. Sachant que 2K Games collaborait avec de célèbres légendes de la NBA, Michael Jordan et Magic Johnson, pour faire la promotion des jeux vidéo de basket-ball NBA 2K, la société pense avoir fait le bon choix en choisissant The Rock pour sa nouvelle série des jeux vidéo de catch. La WWE et 2K annoncent la sortie du jeu pour le 29 octobre 2013 en Amérique du Nord,,, et le 1er novembre au Royaume-Uni et en Europe.
Lors de l'épisode de Raw du 24 juin 2013, la couverture du jeu est annoncée sur laquelle The Rock est représenté tenant un micro,. Par la suite, une bande-annonce officielle est annoncée par 2K Sports, dévoilant un mode de jeu qui ressemble à peu de chose près à la version précédente de la série ; quelques nouveautés restent à constater comme l'apparition de « The Macho Man » Randy Savage ou la possibilité d'effectuer une prise de finition à deux personnes en même temps. La liste des personnages sera dévoilée vers le 18 août lors du SummerSlam. Une partie du roster a été dévoilée lors du Summerslam Axxess. Il ne s'agit que du roster comportant les Superstars qui apparaîtront dans le mode « 30 years of Wrestlemania ». Le roster complet ne sera révélé que peu de temps avant la sortie du jeu. Le roster a été dévoilé durant l'épisode de Raw du 23 septembre. Le jeu comportera des DLC tel que Brie Bella, Nikki Bella, Summer Rae, Fandango et Big E Langston (pour les superstars actuelles).

## Accueil
Au début de l'année 2014, l'éditeur annonce que les ventes du jeu sont excellentes et confirme WWE 2K15.